# Konstantinos Logothetopoulos

Konstantinos Logothetopoulos

Konstantinos Logothetopoulos (griechisch Κωνσταντίνος Λογοθετόπουλος, * 1. August 1878 in Nafplio, Präfektur Argolis (Griechenland); † 6. Juli 1961 in Kalamaki bei Athen) war ein griechischer Mediziner, Politiker und von 1942 bis 1943 Ministerpräsident während der deutschen Besetzung Griechenlands.

## Arzt, Militärarzt und Professor
Logothetopoulos absolvierte ein Studium der Medizin in München und blieb anschließend im Deutschen Kaiserreich, wo er bis 1910 als Arzt und als Dozent tätig war. Nach seiner Rückkehr nach Griechenland ließ er sich als Arzt nieder und gründete eine Privatklinik. Während der Balkankriege und zu Beginn des Ersten Weltkrieges war er 1912 bis 1916 als Militärarzt tätig. Anschließend war er wieder bis 1922 als Arzt tätig und diente dann während des Griechisch-Türkischen Krieges erneut eine kurze Zeit als Militärarzt im Armeehospital von Athen.
1922 wurde er als Professor an den Lehrstuhl für Gynäkologie an die Nationale und Kapodistrias-Universität Athen berufen, an der er später eine Zeit lang auch Dekan der Medizinischen Fakultät und 1932 bis 1933 Rektor war. Im Jahr 1926 wurde er zum Mitglied der Leopoldina gewählt.
Unter seinen Studenten befand sich auch der spätere Oppositionspolitiker Grigoris Lambrakis, der am 25. Mai 1963 ermordet wurde und damit die Lambrakis-Affäre auslöste, die als Z von Constantin Costa-Gavras verfilmt wurde.

## Bestimmung zum Ministerpräsidenten unter der deutschen Besatzung und Haft als Kollaborateur
Konstantinos Logothetopoulos war mit einer Deutschen verheiratet und sprach fließend Deutsch, seine deutschlandfreundliche Haltung begleitete eine vollkommene Kritiklosigkeit zum Nationalsozialismus. Unmittelbar nach dem Einmarsch der Wehrmacht in Athen suchte er den deutschen Botschafter auf, um ihn zum großen Erfolg zu beglückwünschen. Am 29. April 1941 wurde er zum stellvertretenden Ministerpräsidenten und Erziehungsminister der von den Besatzern eingesetzten Kollaborationsregierung von General Georgios Tsolakoglou ernannt. Am 2. Dezember 1942 folgte er diesem schließlich im Amt des Ministerpräsidenten, das er bis zum 7. April 1943 ausübte. Aus Mangel an Führungskompetenzen erwies sich der Opportunist und Kollaborateur auch für die Besatzer als nutzlos, es galt, wichtige Themen zu lösen, so etwa eine Strategie gegen den Widerstand der Bevölkerung zu entwickeln. Am 7. April 1943 wurde er abgesetzt, sein Nachfolger als Ministerpräsident unter der Besatzung der Achsenmächte wurde Ioannis Rallis.
Nach dem Abzug der deutschen Wehrmacht aus Griechenland im Oktober 1944 folgte er dieser nach Deutschland, wo ihn schließlich Truppen der United States Army gefangen nahmen und griechischen Behörden auslieferten. Nach seiner Übergabe wurde er wegen Kollaboration mit den deutschen Besatzungstruppen angeklagt und zu lebenslanger Haft verurteilt, aber bereits 1951 wurde er begnadigt. Nach seiner Entlassung lebte Logothetopoulos zurückgezogen auf seinem Gut in Kalamaki bei Athen, wo er in der Nacht zum 7. Juli 1961 einem Krebsleiden erlag.

## Biografische Quellen und Hintergrundinformationen
- Biografie
- Biografische Notizen auf der Homepage des Museums der Universität von Athen (Seite nicht mehr abrufbar, festgestellt im Mai 2015. Suche in Webarchiven)
- The Second World War 1940–1945. War, Occupation, Resistance, Liberation
- Griechenland-Geschichte: Der Zweite Weltkrieg und der Bürgerkrieg (Memento vom 8. Februar 2009 im Internet Archive)